# Carrer d'Ausiàs Marc
El carrer d'Ausiàs Marc és un vial urbà de l'Eixample de Barcelona, dedicat a Ausiàs Marc (March en ortografia clàssica o prefabriana), poeta valencià del segle d'or valencià (segle xv).
Se situa entre el carrer de Casp i el d'Alí Bei, paral·lel a ells. Té aproximadament 1.400 metres de llargada i comença al xamfrà de la plaça d'Urquinaona amb el carrer de Roger de Llúria, seguint un traçat recte en direcció nord-est fins a acabar a la cruïlla amb el carrer de Lepant, just davant de l'Auditori. El trànsit viari és de sentit únic i circula en el sentit oposat al de la numeració, és a dir, cap al sud-oest.
El tram situat entre la plaça d'Urquinaona i el passeig de Sant Joan forma part del barri de la Dreta de l'Eixample. La resta, fins al carrer de Lepant, forma part del Fort Pienc.
S'hi troben diversos edificis modernistes com ara les Cases Manuel Felip, la Casa Francesc Burés, la Casa Antònia Burés, la Casa Antoni Roger i la Casa Tomàs Roger.